# Campiglossa quelpartensis
Campiglossa quelpartensis är en tvåvingeart som först beskrevs av Kae Kyoung Kwon 1985.  Campiglossa quelpartensis ingår i släktet Campiglossa och familjen borrflugor. Inga underarter finns listade.